# Vilje Kolo
Vilje Kolo (izvirno srbsko Виље Коло) je naselje v Srbiji, ki upravno spada pod Mesto Leskovac; slednja pa je del Jablaniškega upravnega okraja.

## Demografija
V naselju živi 11 polnoletnih prebivalcev, pri čemer je njihova povprečna starost 70,0 let (71,8 pri moških in 69,1 pri ženskah). Naselje ima 8 gospodinjstev, pri čemer je povprečno število članov na gospodinjstvo 1,38.
To naselje je popolnoma srbsko (glede na rezultate popisa iz leta 2002), a v času zadnjih treh popisov je opazno zmanjšanje števila prebivalcev.
|  |

| Demografija | Demografija     | Demografija     |
| Leto        | Št. prebivalcev | Št. prebivalcev |
| ----------- | --------------- | --------------- |
|             |                 |                 |
|             |                 |                 |
|             |                 |                 |
|             |                 |                 |
| 1948        | 106             |                 |
| 1953        | 114             |                 |
| 1961        | 125             |                 |
| 1971        | 121             |                 |
| 1981        | 57              |                 |
| 1991        | 29              | 29              |
| 2002        | 11              | 11              |
|             |                 |                 |

| Etnična sestava po popisu iz leta 2002 | Etnična sestava po popisu iz leta 2002 | Etnična sestava po popisu iz leta 2002 | Etnična sestava po popisu iz leta 2002 | Etnična sestava po popisu iz leta 2002 |
| -------------------------------------- | -------------------------------------- | -------------------------------------- | -------------------------------------- | -------------------------------------- |
| Srbi                                   | Srbi                                   |                                        | 11                                     | 100,0%                                 |
| Neznano                                | Neznano                                |                                        | 0                                      | 0,0%                                   |